# Carbanak
Carbanak — компьютерный червь, поражающий компьютеры  банков под управлением операционной системы Microsoft Windows.
Конечной целью атакующих является вывод денег из банка, через банкоматы или онлайн-банкинг. Сначала через электронную почту заражаются компьютеры рядовых сотрудников (им присылаются файлы Word, Excel и т.п. или через фишинг). Вторая фаза — это сбор разведданных, о том как устроена работа в этом банке и кто за что отвечает (с помощью кейлогеров, снимков экрана, передачи видео с веб-камер и т.д.). Также во второй фазе атакующие подбираются к компьютерам нерядовых пользователей (системных администраторов, администрации разных уровней). Третья фаза атаки — это вывод денег разными способами, всё зависит от конкретного банка (онлайн-переводы, передача денег с определённого банкомата, выдача денег в банкомате в определённое время).
Его обнаружила компания «Лаборатория Касперского» в 2014 году во время совместного расследования с Европолом и Интерполом. Назван по имени группы хакеров использовавших его.
Применялся для хищения денег из банков. По данным Kaspersky Lab, большинство банков, ставших жертвами расположены в России, но есть и учреждения из Швейцарии, США, Нидерландов, Украины, Японии — в общей сложности около 100 банков из 30 стран. Приблизительный ущерб составляет 1 млрд. долларов США.
Вирусы наподобие Carbanak относятся к так называемому виду APT (Advanced Persistent Threat — целевые  продолжительные атаки повышенной сложности). Атака завершается выводом денег, а занимает иногда 2—4 месяца.
26 марта 2018 года Европол заявил об аресте в Аликанте (Испания) идейного вдохновителя Carbanak, также связанного с Cobalt или Cobalt Strike.